# مونژ ۲۸۷۶۶
سیارک ۲۸۷۶۶ (به انگلیسی: 28766 Monge، نامگذاری:2000HP14) بیست و هشت هزار و هفتصد و شصت و ششمین سیارک کشف شده‌است که در ۲۹ آوریل ۲۰۰۰ کشف شد.